# Artère alvéolaire supérieure et antérieure
L'artère alvéolaire supérieure et antérieure (ou artère alvéolaire supéro-antérieure ou artère dentaire supérieure antérieure ou rameau dentaire antérieur) est une artère systémique paire de la tête. Elle vascularise les canines et les incisives maxillaires.

## Origine
L'artère alvéolaire supérieure et antérieure nait de l'artère infra-orbitaire dans son passage dans le canal infra-orbitaire. Elle peut être dans certains cas multiple.

## Trajet
Elle pénètre dans les canaux alvéolaires supérieur et antérieur pour se ramifier en rameaux dentaires et péridentaires pour vasculariser la canine et les incisives et leurs tissus périphériques.
Elle irrigue également la membrane muqueuse du sinus maxillaire.